# Gabriela Chibana
Gabriela Shinobu Chibana (ur. 7 sierpnia 1993) – brazylijska judoczka. Olimpijka z Tokio 2020, gdzie zajęła dziewiąte miejsce w wadze ekstralekkiej.
Uczestniczka mistrzostw świata w 2018 i 2021. Startowała w Pucharze Świata w latach 2011 i 2013-2021. Brązowa medalistka igrzysk Ameryki Południowej w 2014. Srebrna medalistka mistrzostw panamerykańskich w 2021. Wicemistrzyni Uniwersjady w 2015 i 2017. Siódma na igrzyskach wojskowych w 2018. Trzecia na wojskowych MŚ w 2018 roku. 

## Letnie Igrzyska Olimpijskie 2020
| Konkurencja | Eliminacje               | Eliminacje               | Klas. końcowa |
| Konkurencja | Przeciwnik I             | Przeciwnik II            | Miejsce       |
| ----------- | ------------------------ | ------------------------ | ------------- |
| 48 kg       | Harriet Boniface (MAW) Z | Distria Krasniqi (KOS) P | 9.            |